# Хамураби (видео игра)
Хамураби је текстуална стратешка видео игра управљања земљиштем и ресурсима . Први пут је развијена под именом Краљ Сумер или Игра Сумера од стране Дага Димента 1968. године у Digital Equipment Corporation-у као компјутерска игра за новоизмишљени FOCAL програмски језик сарадника Ричарда Мерила .
Игра се састоји од десет рунди у којима играч, као древни вавилонски краљ Хамураби, управља колико свог жита ће потрошити на усеве за следећу рунду, хранити свој народ и куповати додатну земљу, док се бави насумичним варијацијама у приносу усева и куге. Игра Сумера је инспирисана Сумерском игром, много детаљнијом економском текстуалном симулацијом намењеном деци, коју су од 1964. до 1966. развили дизајнерка и учитељица у основној школи Мејбл Адис и ИБМ програмер Вилијам Мекеј.
Више верзија игре је креирано за FOCAL језик, али око 1971. Дејвид Х. Ексл ју је портовао на DEC BASIC и 1973. објавио у 101 BASIC Computer Games. Ово је касније поново објављено у Microsoft BASIC форми у BASIC Computer Games из 1978. године. Његова проширена верзија игре, под називом Хамураби, брзо је постала истакнутија верзија због популарности и књиге и програмског језика. Хамураби је утицао на многе касније стратегије и симулационе игре и такође је претходник жанру изградње града .

## Гејмплеј
Хамураби је текстуална стратешка видео игра усредсређена на управљање ресурсима у којој играч, идентификован у тексту као древни вавилонски краљ Хамураби, уноси бројеве као одговор на питања која поставља игра. Ресурси којима играч мора да управља су људи, хектари земље и бушели жита. Овим се управља током десет рунди, од којих свака представља годину дана. Свака особа може да обрађује одређену количину земље која производи жито. Зрно се, заузврат, може користити за исхрану људи, који иначе умру следећег круга, или засађено за усев следеће године. Играч такође може купити или продати земљу својим суседима на сваком кораку у замену за жито. Сваки круг почиње са саветником који каже „Хамураби: Преклињем да вас обавестим" о тренутном статусу града, укључујући жетву из претходне године и промену становништва, након чега следи низ питања о томе на колико бушела жита треба потрошити земљу, семе и исхрану људи.  
Варијације игре су вођене насумичним бројевима: цена земље се насумично одређује у свакој рунди између 17 и 26 бушела по јутру, количина бушела генерисана у свакој рунди се насумично одлучује, насумичне количине бушела једу пацови, а нови људи долазе у град сваке године у насумичним количинама. Свака година такође представља могућност да куга смањи популацију за половину. Игра се завршава после десет рунди, или раније ако умре целокупно становништво града или најмање 45 одсто људи гладује у једној рунди. Сажетак на крају игре, додат у верзију игре из 1973. године, упоређује играча са историјским владарима—као што је „Ваше играње личи на Нерона и Ивана Грозног “. 

## Развој
Године 1962. округ Вестчестер, Њујорк и ИБМ су почели да проучавају употребу рачунара у образовању, користећи стипендију од Канцеларије за образовање САД за производњу „економских игара“ за ученике шестог разреда.  Једна, Сумерска игра (1964), била је модел древне сумерске цивилизације , коју је написала и дизајнирала учитељица у основној школи Мејбл Адис, а програмирао Вилијам Мекеј из ИБМ-а. Рана мејнфрејм игра, смештена у 3500. пре нове ере, има играче који делују као владари града Лагаша. Године 1966. Адис је изменила игру и додала је сцене снимљених аудио предавања и слике са дијапројектора.  
Године 1968, запослени у Digital Equipment Corporation-у (ДЕЦ) Ричард Мерил изумео је програмски језик FOCAL. Колега запослени Даг Димент чуо је опис Игре Сумера након говора на Универзитету Алберта, а као рани програм за језик развио је Краља Сумерије, програмирајући га за ДЕЦ ПДП-8 мини рачунар .  Игра се понекад погрешно приписује Мерил-у 1969. године, али каталози програма из 1969. и 1973. од стране Друштва корисника компјутера дигиталне опреме (ДЕЦУС) наводе Димента као оригиналног програмера, иако су је такође преименовали у Игру Сумера.   
Створено је више верзија Игре Сумера. Џери Пурнел се присетио 1989. да је „пола људи које познајем написало Хамурабијев програм још 1970-их; за многе је то био први програм који су икада написали у животу“.  Каталог ДЕЦУС из 1973. додатно наводи верзију на француском језику Белгијанаца Џ. Ф. Шампарнауда и Ф. Х. Бостема за FOCAL-69 верзију језика, а каталог из 1978. додаје да је Рубен Џејмса РБ Хауарда и Џимија Б Флечера "модификација игре 'Краљ Сумера'" са додатним функцијама.  Међутим, француска верзија игре, упркос томе што је наведена као „Сумер (француски)“, себе је описала не као превод оригиналне игре, већ као превод „ Хамураби ( Игра Сумера )“, због друге верзије игре која је до тада већ објављена. 

## Наслеђе
Поред више верзија Хамурабија, креирано је неколико симулационих игара као проширења основне игре. Ово укључује Краљевство Ли Шнајдера и Тода Вороша, написано за мејнфрејм рачунаре 1972. и BASIC 1975. године, које је затим проширено на Дјукдом (1976.). Остале деривације укључују Краља, такође поснату као Игру загађења (1975) од Џејмса А. Сторера,  и Санта Паравија (1978) Џорџа Бланка; Санта Паравија је додала концепт управљања градским зградама основној структури Хамурабија, чинећи га претходником жанру изградње града, као и раном стратешком игром.  Хамураби је инспирисао компликованије економске симулације; М.У.Л.Е (1983) и Анакреон (1987) су две игре које су критичари помињали као сличне Хамурабију .  